# Ken Jones (cầu thủ bóng đá người Anh, sinh năm 1936)
Kenneth Jones (sinh ngày 1 tháng 10 năm 1936) là một cầu thủ bóng đá chuyên nghiệp người Anh thi đấu ở vị trí hậu vệ biên cho Sunderland.